# Orlando Sotro
Orlando Blas Sotro (Santa Lucía, Provincia de Buenos Aires, 16 de junio de 1931-Banfield, provincia de Buenos Aires, 16 de julio de 2014) fue un piloto argentino de automovilismo de velocidad. Formado en el ambiente de los monoplazas, desarrolló su carrera deportiva de manera casi íntegra compitiendo en carreras de Fuerza Limitada, las cuales posteriormente darían paso a Fórmula 1 Mecánica Argentina. Precisamente, de esta categoría fue uno de sus primeros pilotos y defensores de la misma, aún luego de la suspensión de la práctica a nivel nacional y su consiguiente recategorización a nivel zonal. Obtuvo varios títulos de Fórmula 1 Mecánica Argentina en su etapa zonal, como así también dos títulos de Fuerza Limitada en 1961 y 1962. Había debutado profesionalmente en el año 1955 y se mantuvo en actividad hasta sus 82 años, en los cuales llegó a consagrarse campeón en el año 2011 a la edad de 80 años y logrando en su momento, el récord de convertirse en el piloto más longevo en la historia del automovilismo en conseguir un título de campeón. Este récord sin embargo, se mantuvo vigente hasta el año 2021, cuando su compatriota Julio Pardo lo superó en dicha marca, al haberse proclamado campeón en la Clase B de la categoría Turismo Zonal Pista, a la edad de 81 años.
Falleció el 16 de julio de 2014, a la edad de 83 años. Su legado sigue vivo gracias a su familia, habiendo sido también su hijo Walter piloto de automovilismo y siendo su nieto Leonel campeón de la divisional TC Pista y piloto de Turismo Carretera desde el año 2012.

## Biografía

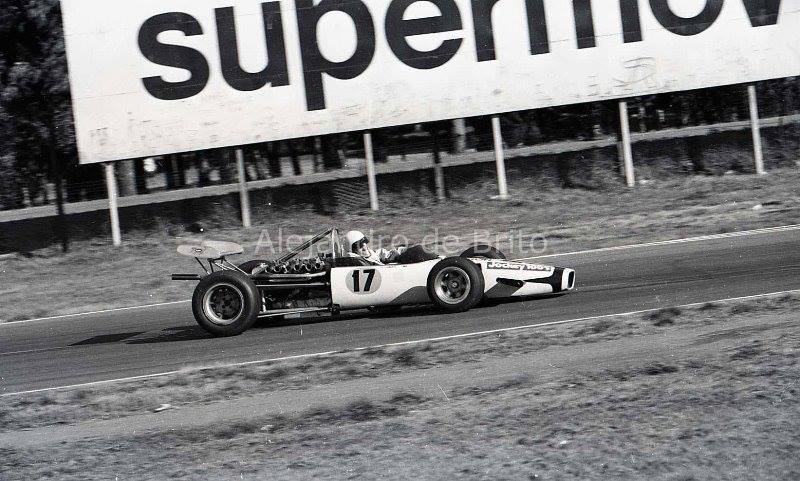
Sotro en Fórmula 1 Mecánica Argentina 1973.

La carrera deportiva de Orlando Sotro se inició en 1955, cuando a sus 24 años se anotó en competencias de Fuerza Limitada, compitiendo con unidades preparadas por él mismo, sobre la base de modelos Ford T. Con un Chasis con motor delantero, siempre de Ford T, conseguiría sus primeros éxitos en el automovilismo nacional, al conquistar los títulos de 1961 y 1962 en Fuerza Limitada. 
En 1963 se crea la categoría Fórmula 1 Mecánica Argentina y con su viejo Ford T se presenta a competir en los primeros dos campeonatos. Tras el parate que tuvo la categoría en 1965, decidió aprovechar el año para encarar un ambicioso proyecto, el cual vería la luz justo para el campeonato de 1966. Con una motorización de Ford Falcon, Sotro presentaría su nueva unidad, diseñada y fabricada íntegramente por él, con la que comenzaría a rodar en la divisional intentando buscar el título de campeón.
Tras la recategorización de la F1MA, como categoría de nivel zonal, Sotro fue uno de los pocos que se mantuvo leal a ella y también, el último piloto que quedaba en actividad, desde aquella temporada inaugural de 1963. Los años pasaban, pero Sotro se mantendría firme en su carrera, compitiendo constantemente al comando de su unidad. Ese compromiso y constante trabajo, tendrían su recompensa en el año 1986, cuando a los 55 años conseguiría su primer campeonato de F1MA, el cual lo obtendría con la particularidad de haber ganado las 6 competencias que conformaron el calendario de ese año.
A pesar del paso de los años, Sotro seguiría compitiendo con la misma pasión de su debut y continuaría estando al frente de la atención de su unidad. Tras su título de 1986, comenzaría una espera que tuviera fin en 1994, cuando nuevamente conseguiría el título de campeón de la F1MA, lográndolo a la edad de 63 años. El de 1994 sería el primero de una sucesión de cuatro campeonatos, logrando sucesivamente los de 1995, 1996 y 1998, todos con la particularidad de haberlos obtenido superando las 6 décadas de edad, una franja etária en la cual la mayoría de los pilotos están pensando en el retiro. 
A la par de su carrera deportiva, también ejerció la carrera dirigencial, siendo miembro integrante de la Comisión Directiva de la Fórmula 1 Mecánica Argentina, categoría a la que siempre demostró su fidelidad y compromiso, aún en los momentos de crisis. Pero lo que sin lugar a dudas llamaba la atención, era su vigencia y sus aptitudes para continuar compitiendo, al punto tal de llegar a competir y consagrarse nuevamente campeón a la edad de 80 años, cuando luego de 12 años de su último título, volvería a consagrarse al comando de su prototipo diseñado y atendido por su equipo, en 2011. 
Finalmente y tras una larga y dilatada carrera deportiva, Sotro pondría de manera definitiva un punto final a su trayectoria en el año 2013, luego de casi 58 años de competencias. Sin embargo, no pudo disfrutar de su retiro, ya que el 16 de julio de 2014, le sobrevino la muerte a la edad de 83 años.

### Legado
Compitió durante 58 años en monoplazas de Fuerza Libre y Mecánica Nacional. Fue también colaborador de Octavio Suárez, expiloto de Turismo Carretera a quien prestaba su atención mecánica durante los años en el que competía al comando de una coupé Ford V8. Junto a su hermano Rolando Sotro crearía su escuadra de F1MA, con la que conquistaría sus títulos y desarrollaría una carrera como dirigente de dicha categoría. Su legado fue continuado por su hijo Walter Sotro, quien supiera ser piloto de TC y TC Pista y actualmente es seguida por su nieto Leonel Sotro, quien en el año 2011 se consagrara campeón de TC Pista y debutara en el TC en 2012.

## Palmarés
| Título  | Categoría                    | Modelo     | Año  |
| ------- | ---------------------------- | ---------- | ---- |
| Campeón | Fuerza Limitada Argentina    | Ford T     | 1961 |
| Campeón | Fuerza Limitada Argentina    | Ford T     | 1962 |
| Campeón | Fórmula 1 Mecánica Argentina | Sotro-Ford | 1986 |
| Campeón | Fórmula 1 Mecánica Argentina | Sotro-Ford | 1994 |
| Campeón | Fórmula 1 Mecánica Argentina | Sotro-Ford | 1995 |
| Campeón | Fórmula 1 Mecánica Argentina | Sotro-Ford | 1996 |
| Campeón | Fórmula 1 Mecánica Argentina | Sotro-Ford | 1998 |
| Campeón | Fórmula 1 Mecánica Argentina | Sotro-Ford | 2011 |

- [6]